# Чорний Поток
Чорний Поток (словац. Čierny Potok, угор. Feketepatak) — село, громада в окрузі Рімавська Собота, Банськобистрицький край, Словаччина. Кадастрова площа громади — 5,91 км². Населення — 141 осіб (за оцінкою на 31 грудня 2017 р.).
Громада заснована 1955 року.

## Населення
| Рік:            | 1994. | 2004.   | 2014.   | 2024.    |
| --------------- | ----- | ------- | ------- | -------- |
| Кількість осіб: | 166   | 156     | 153     | 119      |
| Різниця:        |       | -6,02 % | -1,92 % | -22,22 % |

| Рік:            | 2023. | 2024.   |
| --------------- | ----- | ------- |
| Кількість осіб: | 126   | 119     |
| Різниця:        |       | -5,55 % |